# Ferenc Karinthy
Ferenc Karinthy, född 1921, död 1992, var en ungersk författare, son till författaren Frigyes Karinthy.
Karinthy debuterade 22 år gammal 1943 med romanen Don Juan éjszakája. Den följdes av Kentaur (1947) och flera andra romaner, och han författade även skådespel, novellsamlingar och samhällsreportage om Budapest stadsliv och konflikter bland intellektuella. 1970 gav han ut romanen Epepe, en allegori om kontaktbrist i det överbefolkade moderna samhället. Den kom i svensk översättning 1980. Karinthy har tilldelats Kossuthpriset och Attila József-priset.
Karinthy var även utbildad språkvetare och skrev bland annat en uppsats om italienska lånord i ungerskan. Han var också en god vattenpolospelare.